# Judo-Europameisterschaften der Männer 1970
Die Judo-Europameisterschaften 1970 der Männer fanden vom 21. bis zum 24. Mai in Ost-Berlin in der Werner-Seelenbinder-Halle statt. Bereits sechs Jahre zuvor hatten die Europameisterschaften in Ost-Berlin stattgefunden.
Das Team des Gastgeberlandes gewann zwei Gold-, zwei Silber- sowie fünf Bronzemedaillen und war somit die erfolgreichste Nation. Kein Europameister des Vorjahres konnte seinen Titel verteidigen.

## Ergebnisse
| Gewichtsklasse                | Gold                 | Silber          | Bronze                              |
| ----------------------------- | -------------------- | --------------- | ----------------------------------- |
| Leichtgewicht (bis 63 kg)     | Jean-Jacques Mounier | Sergei Suslin   | Dieter Scholz Karl-Heinz Werner     |
| Halbmittelgewicht (bis 70 kg) | Rudolf Hendel        | Dietmar Hötger  | Engelbert Dörbandt Edward Mullen    |
| Mittelgewicht (bis 80 kg)     | Brian Jacks          | Martin Poglajen | Horst Leupold Otto Smirat           |
| Halbschwergewicht (bis 93 kg) | Wladimir Pokatajew   | Uwe Stock       | Pierre Albertini Jewgeni Soloduchin |
| Schwergewicht (über 93 kg)    | Klaus Glahn          | Willem Ruska    | Dirk Eveleens Heinz Schulze         |
| Offene Klasse                 | Klaus Hennig         | Willem Ruska    | Jean-Claude Brondani Sergei Nowikow |

## Medaillenspiegel
| Rang | Land                            | Gold | Silber | Bronze | Gesamt |
| ---- | ------------------------------- | ---- | ------ | ------ | ------ |
| 1    | Deutsche Demokratische Republik | 2    | 2      | 5      | 9      |
| 2    | Sowjetunion                     | 1    | 1      | 2      | 4      |
| 3    | Frankreich                      | 1    | –      | 2      | 3      |
| 4    | BR Deutschland                  | 1    | –      | 1      | 2      |
| 4    | Vereinigtes Königreich          | 1    | –      | 1      | 2      |
| 6    | Niederlande                     | –    | 3      | 1      | 4      |
|      | Total                           | 6    | 6      | 12     | 24     |